# Wspólnota administracyjna Bad Waldsee
Wspólnota administracyjna Bad Waldsee – wspólnota administracyjna (niem. Vereinbarte Verwaltungsgemeinschaft) w Niemczech, w kraju związkowym Badenia-Wirtembergia, w rejencji Tybinga, w regionie Bodensee-Oberschwaben, w powiecie Ravensburg. Siedziba wspólnoty znajduje się w mieście Bad Waldsee.
Wspólnota administracyjna zrzesza jedno miasto i jedną gminę wiejską:
- Bad Waldsee, miasto, 19 938 mieszkańców, 108,54 km²
- Bergatreute, 3 145 mieszkańców, 23,16 km²